# Andrei Chivulete
Andrei Florin Chivulete (n. 18 noiembrie 1986, București, România) este un arbitru de fotbal român, fiind fiul fostului arbitru Florin Chivulete. A debutat în arbitraj în 2000. A promovat la liga a III-a în 2007, apoi la liga a II-a în 2008 și la liga I în 2010. A debutat în prima ligă pe 11.09.2010 la meciul Sportul Studențesc 2-2 Victoria Brănești, ca rezervă. A debutat în liga I ca central o săptămână mai târziu, pe 18.09.2010, la meciul Oțelul Galați 4-1 Unirea Urziceni.
Andrei Chivulete a intrat în istoria fotbalului românesc pe 29 ianuarie 2023, fiind singurul arbitru din România care oprește definitiv un meci de fotbal din cauza scandărilor xenofobe ale suporterilor. Partida dintre Sepsi OSK și FC U Craiova 1948 a fost abandonată de către Andrei Chivulete în minutul 26 după ce fanii echipei oaspete au rostit în mai multe rânduri scandări xenofobe la adresa comunității maghiare din România.
Andrei Chivulete este foarte apropiat de fostul arbitru Marius Avram. Chivulete este asociat cu mama lui Marius Avram într-o firmă, Moveo Sport SRL. Tatăl lui Marius Avram este fostul șef al Comisiei Centrale a Arbitrilor condamnat pentru corupție în fotbal.